# Zwerm

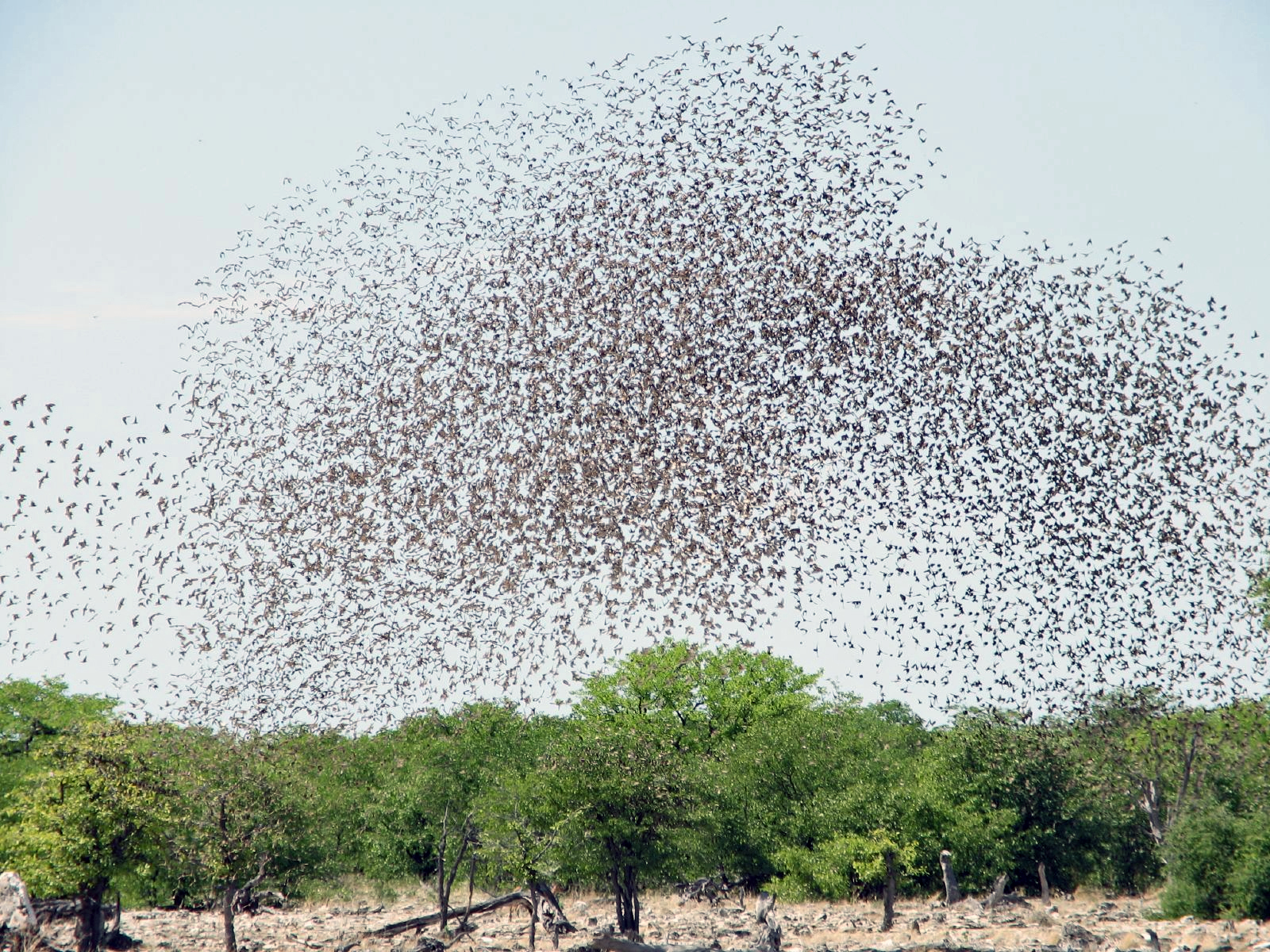
Zwerm roodbekwevers in Namibië

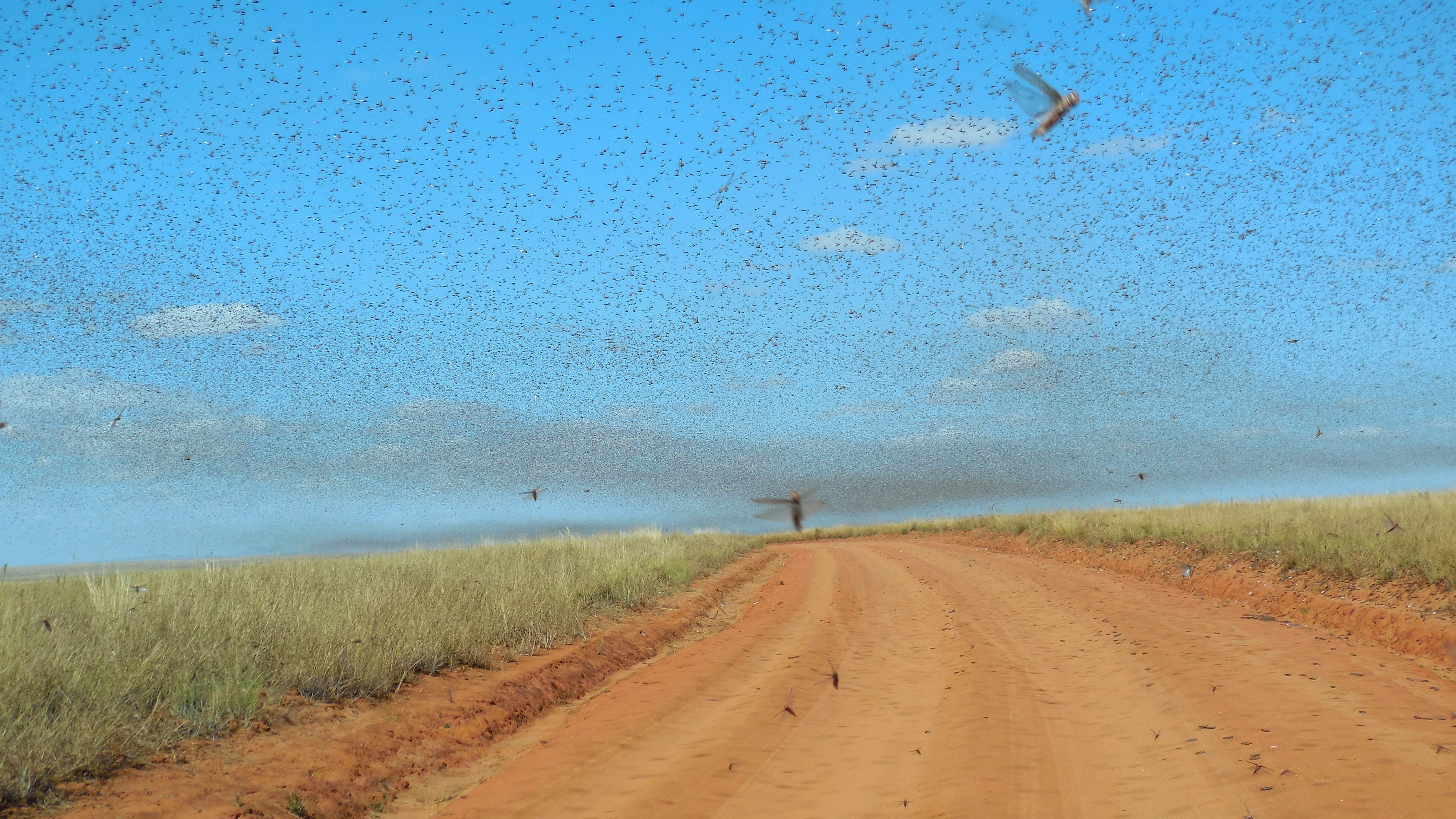
Zwerm sprinkhanen

Een zwerm is een groep insecten, vogels of vleermuizen, die schijnbaar als één groep bewegen, vergelijkbaar met een school vissen.
Het voortbewegen in een zwerm heeft als voordeel dat de groep minder kwetsbaar is voor aanvallen van roofdieren.

## Vogels
Het complexe zwermverschijnsel van spreeuwen in het najaar is een bekend fenomeen. In het Deens gebruikt men hiervoor het begrip sort sol. In het Engels noemt men dit black sun.
Het zwermen van vogels houdt vaak verband met de vogeltrek.

## Insecten
Zwerminsecten zijn insecten die zwermgedrag vertonen zoals bijen, sprinkhanen en cicaden. Het zwermen van treksprinkhanen, in het bijzonder van woestijnsprinkhanen, kan grote problemen geven voor de voedselvoorziening.
Ook bij kolonievormende insecten is het (uit)zwermen bekend, bijvoorbeeld de honingbij. Bij het verstoren van een wespennest bestaat het gevaar dat een zwerm wespen de dader aanvalt.

## Militaire toepassingen
Men spreekt ook van zwermen wanneer drones in groep worden ingezet om een doel aan te vallen. 